# 陈正湘
陈正湘（1911年10月5日—1993年12月2日），中国人民解放军中将，1955年获二级八一勋章、一级独立自由勋章、一级解放勋章，1988年获一级红星功勋荣誉章。

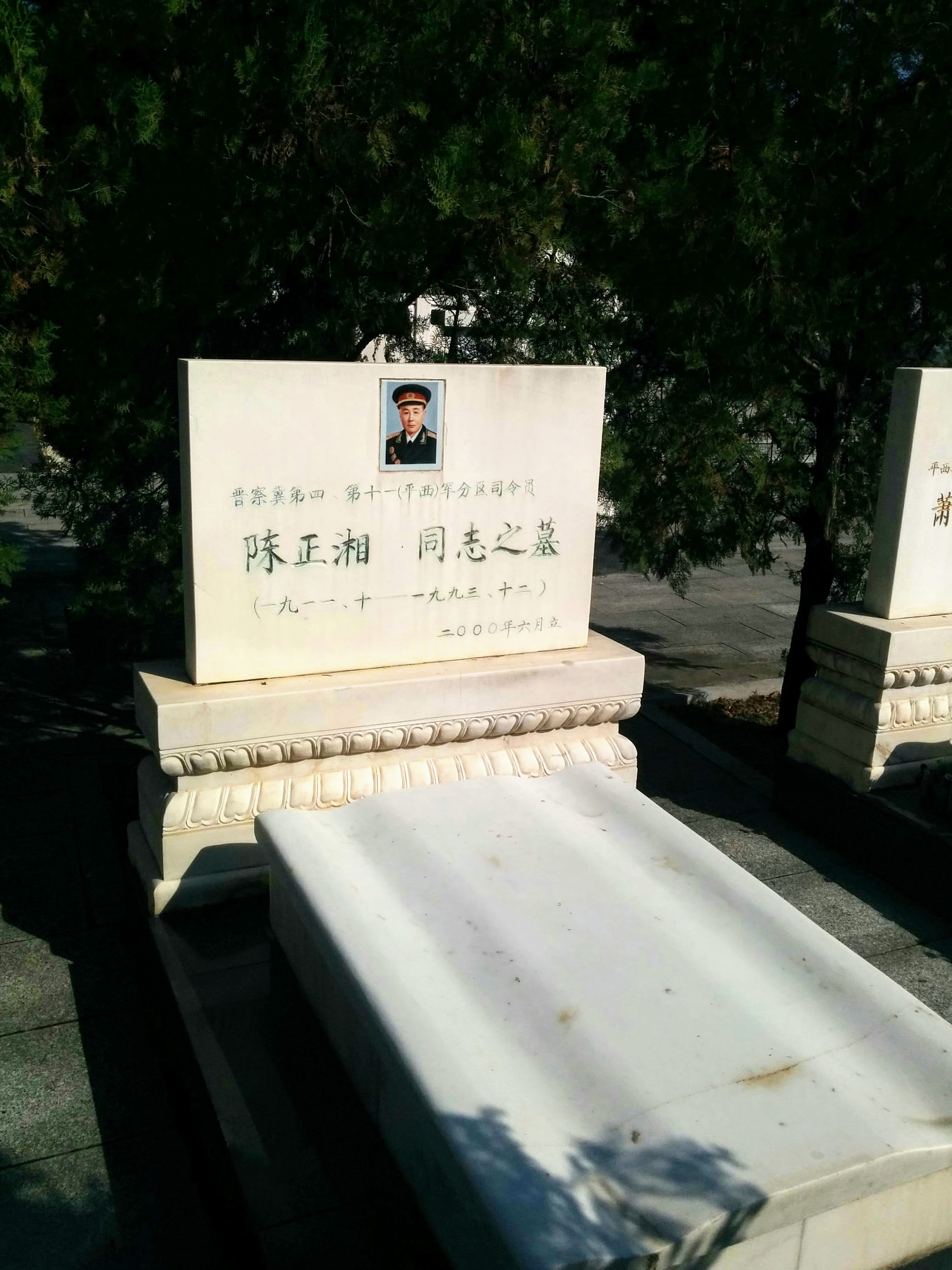
陈正湘之墓